# Литинда, Помби
Луи Помби Литинда (англ. Louis Pombi Litinda; род. неизвестно) — заирский футболист, вратарь.

## Биография
Помби Литинда играл в футбол на позиции вратаря. В 1970-е годы выступал за клубном уровне за заирскую «Виту» из Киншасы, которая была одним из лидеров местного футбола в этот период.
По имеющимся данным, по крайней мере в 1971—1979 годах играл за сборную Заира. В 1971 году участвовал в турне сборной по Нидерландам и Бельгии, в ходе которого заирцы провели четыре матча с «Гронингеном» (1:2), «Камбюром» (3:3), «Антверпеном» (0:1) и «Брюгге» (1:9).
В 1972 году вошёл в состав сборной Заира на Кубке африканских наций в Камеруне. Участвовал только в матче за 3-4-е места, в котором заирцы проиграли сборной Камеруна (2:5), отыграл 90 минут.
В 1979 году участвовал в матче квалификационного турнира Кубка африканских наций, в котором сборная Заира выиграла у Гвинеи (3:2).